# 站街镇 (清镇市)
站街镇，是中华人民共和国贵州省貴陽市清镇市下辖的一个乡镇级行政单位。2020年5月14日，原站街镇康济居委会、燕尾村、黄柿村、三河村、条子场村划归滨湖街道。

## 行政区划
站街镇下辖以下地区：
七砂社区、贵铝二矿社区、贵州化肥厂社区、贵州铁合金厂社区、站街社区、条子场社区、站街村、甘沟村、鸡场堡村、老城村、洗马河村、太平洞村、茶林村、中寨村、落夯村、林歹村、木林村、破岩村、龙滩坝村、席关村、和平村、九眼井村、猫场村、小井寨村、坪子村、干坝村、沙井村、莲花村、高山堡村、煤炭寨村、竹山村、落海村、毛家寨村、鼠场坝村、坪堡村、哈寨村、小河村、老胡寨村、赵五寨村、条子场村、石门村、杉树脚村、水塘寨村和黄柿寨村。
2020年5月14日调整后，站街镇辖七砂居委会、二矿居委会、贵化居委会、站街居委会、枫渔居委会、站街村、龙泉村、鸡场村、洗马村、太平村、茶林村、荣和村、林歹村、破岩村、席关村、猫场村、小坝村、坪子村、莲花村、高堡村、高乐村、毛家寨村、小河村、杉树村、平堡村、龙源村。